# Josep Miquel Tries i Capó
Josep Miquel Tries i Capó (Palma, 1780-1875) va ser un polític i advocat mallorquí.
La seva primera vocació va ser militar. El 1811 ingressà a l'exèrcit. Participà en el bloqueig de Barcelona (1814) i deixà les forces armades el 1819. D'ideologia liberal, va ser oficial del govern polític de Mallorca durant el Trienni Constitucional. Des de 1829 va ser advocat de l'Audiència de Mallorca. El 1835 va ser el principal organitzador del Partit Progressista a Mallorca. Dins aquest partit va ser partidari de la tendència radical o esparterista. Va ser batle de Palma (d'octubre de 1839 a gener de 1840) i governador civil de Balears (1840-1843 i 1854-1856). Durant els anys quaranta va ser el principal dirigent del progressisme illenc. El 1846 va ser elegit diputat a Corts pel Partit Progressista en el districte electoral de Palma. L'octubre de 1868 va ser nomenat president honorari de la Junta Provisional de Govern de les Balears. Durant el Sexenni Democràtic va ser un dels principals dirigents de la Conciliació Liberal.